# See the Light
«See The Light» ( Ver la luz ) es una canción de Billie Joe Armstrong y la última canción del álbum 21st Century Breakdown de la banda Pop Punk Green Day lanzado en 2009.Esta canción marca el final de la historia de Christian y Gloria.
Christian y Gloria por dificultades económicas se van de la ciudad a empezar una nueva vida desde cero dedicándose a ayudar a los más necesitados, ya que quieren un mundo con paz y tranquilidad.